# Дальні Макорти
Дальні Макорти — ботанічна пам'ятка природи місцевого значення. Об'єкт розташований на території Бердянського району Запорізької області, східна околиця міста Бердянськ.
Площа — 5 га, статус отриманий у 1979 році.

## Галерея

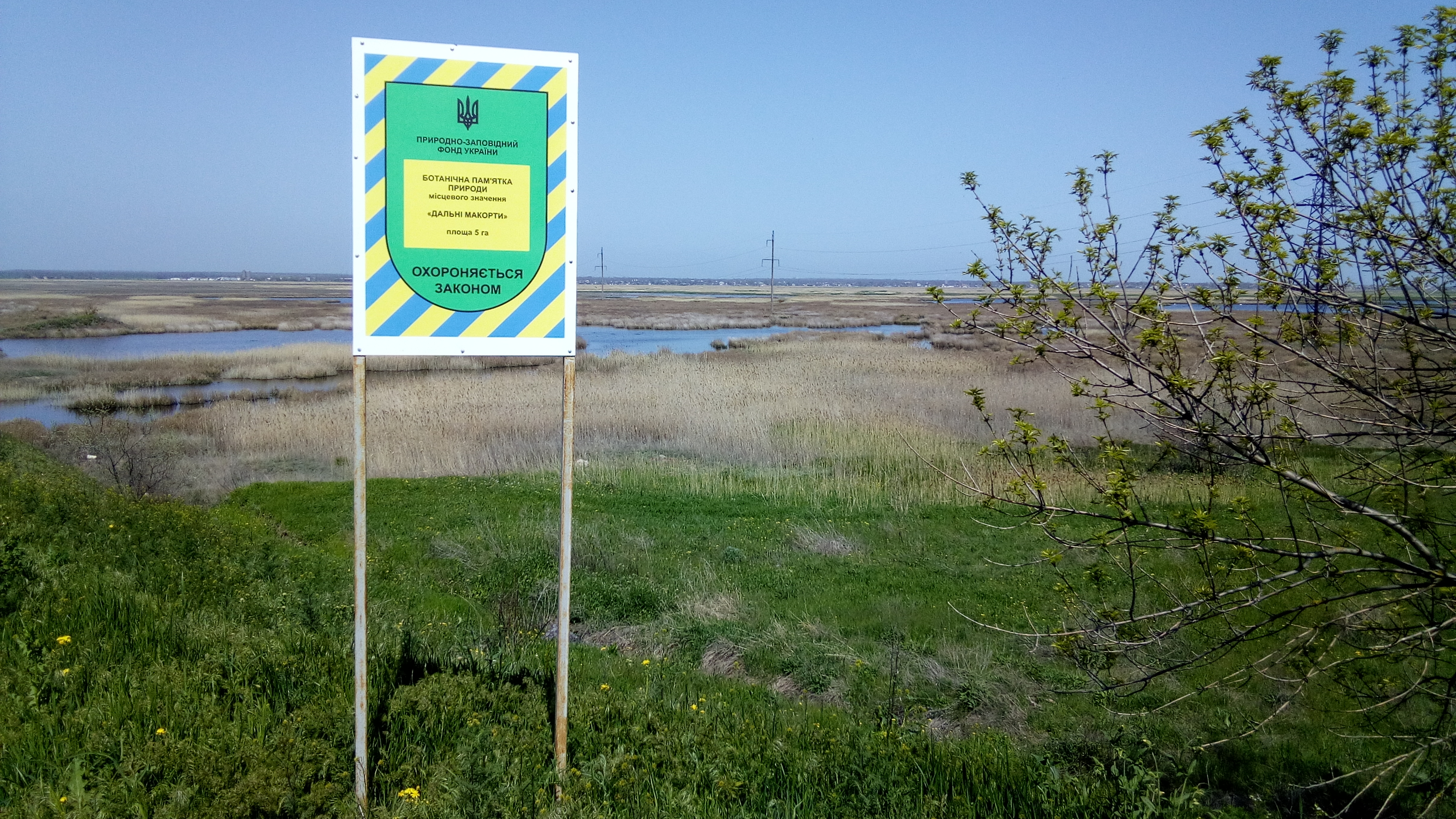
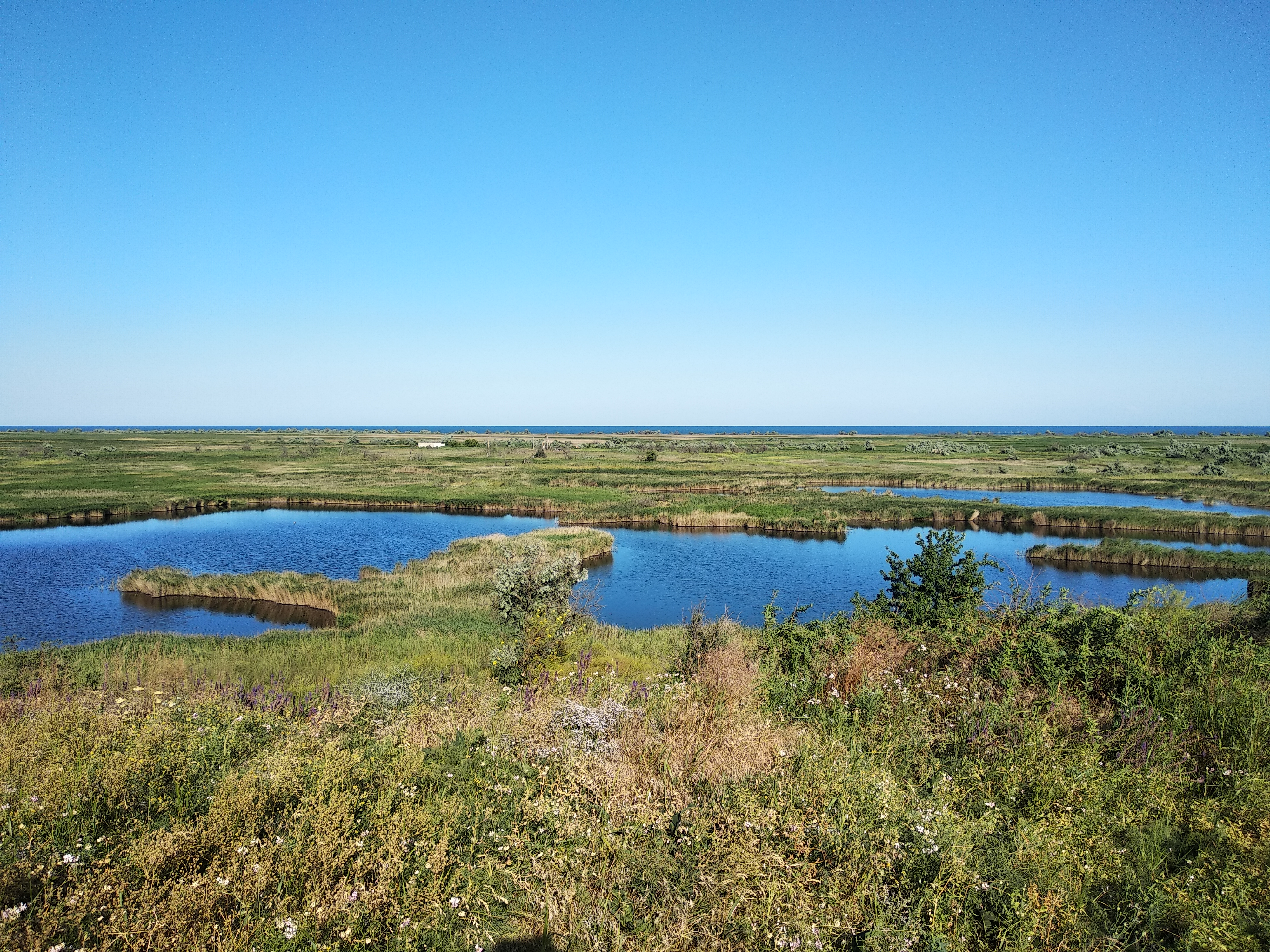
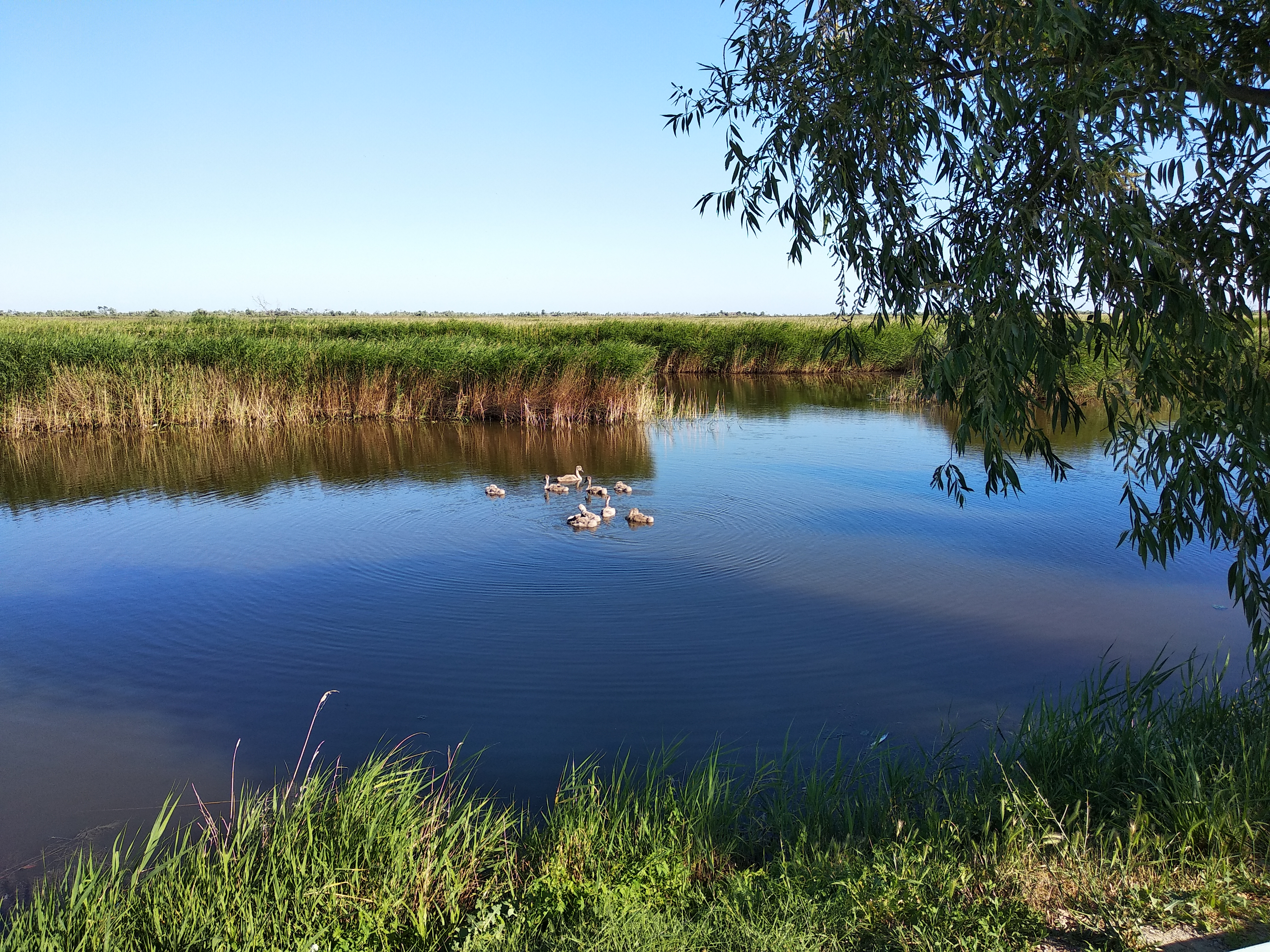